# Ростов на Дон
Вижте пояснителната страница за други значения на Ростов.
Росто̀в на Дон (на руски: Росто́в-на-Дону́) е най-големият град в Югозападна Русия, център на Ростовска област. Населението му през 2021 година е 1 137 704 души, което го нарежда на 9-о място в страната. Разстоянието до столицата Москва е около 1100 km. Градът често е наричан Южната столица на Русия.

## География
Градът е център на Ростовска област и Южния федерален окръг. Разположен е на река Дон, на 46 км от нейното вливане в Азовско море. Градът е важен речен, въздушен, шосеен и железопътен транспортен възел.

## Административно деление
Градът има осем административни района:
- Ворошиловски район
- Железнодорожни район
- Кировски район
- Ленински район
- Октомврийски район
- Първомайски район
- Пролетарски район
- Съветски район

Централна улица на града е улица Болшая Садовая.

## История
Ростов на Дон е основан през 1749 г., когато на брега на реката е създадена митница, последвана малко по-късно от голяма крепост. Тя е наречена на Свети Дмитрий Ростовски, епископ на северния древен град Ростов Велики. Селището се разраства и измества по значение разположения в устието на Дон град Азов. През 1796 г. получава статут на град и е преименувано на Ростов на Дон. Императрица Екатерина II (1762 – 1796) решава да засели на пустеещите земи арменците от Крим и под ръководството на княз Григорий Потьомкин и водителството на арменския епископ Йосиф Аргутински-Дългоруки хиляди арменци със семействата си пристигат тук и основават арменския град Нов Нахичеван, който през 1860 г. се слива с Ростов на Дон.
През 19 век градът продължава да се разраства и се превръща в най-големия промишлен център в Южна Русия. По време на Руската гражданска война около него се водят тежки боеве, като за кратко е под немска окупация. През 1928 г. седалището на регионалната администрация е преместено от старата казашка столица Новочеркаск в Ростов на Дон. Градът е силно разрушен по време на Втората световна война, когато на два пъти, през 1941 и 1942 г., е превземан от германците.

## Спорт
- футболен клуб Ростов
- футболен клуб „СКА Ростов на Дон“
- баскетболен клуб „Локомотив Ростов“ (от 2009 г. преместен в Краснодар)
- хандбален клуб „Ростов Дон“

Градският стадион „Ростов Арена“ е с капацитет 44 000 души.

## Личности, родени в Ростов на Дон
- Александър Кайдановски (1946 – 1995), руски (съветски) актьор, сценарист и режисьор
- Максим Стависки (р. 1977), български състезател по фигурно пързаляне
- Леонид Шамкович (1923 – 2005), международен гросмайстор и автор на шахматна литература
- Сабина Шпилрайн (1885 – 1942), психоаналитик
- Юрий Оганесян (р. 1933), руско-арменски ядрен физик
- Степан Зорян-Ростом, председател на Арменския революционен комитет в Пловдив[5]
- Наталия Кобилкина (1983), български сексолог и семеен терапевт

## Международни отношения

### Дипломатически мисии на други държави
- Армения – генерално консулство
- Великобритания – визов отдел
- Нидерландия – визов отдел
- Румъния – генерално консулство
- Словакия – почетно консулство
- Украйна – генерално консулство
- Унгария – представителство на посолството в Южен федерален окръг
- Франция – визов отдел
- Южна Корея – консулство

### Побратимени градове
Ростов на Дон е побратимен град с:
- Анталия, Турция
- Волос, Гърция
- Гера, Германия
- Глазгоу, Шотландия
- Донецк, Украйна
- Дортмунд, Германия
- Ереван, Армения
- Каяни, Финландия
- Льо Ман, Франция
- Мобил, САЩ
- Одеса, Украйна
- Плевен, България
- Торонто, Канада
- Чонджу, Южна Корея

## Фотогалерия
- Кино „Ростов“
- Хотел „Турист“
- Улица Пушкинска, Ресторант „Собрание“
- Ворошиловски мост през река Дон